# Wendwilsonit
Wendwilsonit – rzadki minerał należący do arsenianów.

## Właściwości
Krystalizuje w układzie jednoskośnym. Wykształca kryształy grubotabliczkowe i pryzmatyczne. Występuje też jako zbite naskorupienia. Jest minerałem kruchym, przezroczystym do przeświecającego. Posiada szklisty połysk oraz nierówny przełam. Jest magnezowym odpowiednikiem roselitu.

## Występowanie
Rzadki minerał wtórny w złożach hydrotermalnych. Występuje w strefie utleniania kobaltu, przede wszystkim w obecności dolomitu. Spotykany również w towarzystwie kalcytu na serpentynie. Towarzyszą mu najczęściej erytryn, roselit, kalcyt, dolomit, kwarc i skutterudyt.

## Miejsce występowania
Jest minerałem bardzo rzadkim. Najlepszej jakości okazy pochodzą z Maroka. Występuje również w Stanach Zjednoczonych (New Jersey), Niemczech (Bawaria, Saksonia), Azerbejdżanie, Meksyku oraz Chile.